# Segundo sexagesimal
Segundo sexagesimal, segundo de arco o arcosegundo es una unidad de medida angular. Su valor equivale a 1/60 del minuto de arco y a 1/3600 del grado sexagesimal. Su abreviatura estándar es la doble prima (″), de forma que un arcosegundo se escribiría 1″. También pueden usarse las abreviaturas asec o arcsec. No deben confundirse esta última con la abreviación de la función trigonométrica arcosecante, siendo ambas abreviaturas idénticas (arcsec).

## Uso astronómico
Dado que las estrellas se encuentran tan lejanas (sus posiciones relativas sobre la bóveda celeste no dependen de la localización del observador situado en la Tierra, ni de las distancias reales a las que se encuentran entre sí), se utiliza un sistema angular para indicar su posición sobre el firmamento. 
El 'segundo de arco' es útil cuando se trabaja con objetos que no se encuentren muy lejanos de la Tierra, o cuando se mide la amplitud de grupos mayores de estrellas, ya que es una medida demasiado grande para mediciones precisas. Para estas últimas se utilizan los milisegundo de arco (msa, mas); microsegundo de arco (μsa, μas), etc., que proporcionan mayor precisión.
| Unidad           | Valor                              | Símbolo         | Abreviaturas                                      | En radianes, aprox |
| ---------------- | ---------------------------------- | --------------- | ------------------------------------------------- | ------------------ |
| Grado            | 1360 giro                          | ° (Grado)       | deg                                               | 17,4532925 mrad    |
| Arcominuto       | 160 grado                          | ′ (prima)       | arcmin, amin, am, {\displaystyle {\hat {'}}}, MOA | 290,8882087 µrad   |
| Arcosegundo      | 160 arcminuto = 13600 grado        | ″ (doble prima) | arcsec, asec, as                                  | 4,8481368 µrad     |
| Miliarcosegundo  | 0,001 arcosegundo = 13600000 grado |                 | mas                                               | 4,8481368 nrad     |
| Microarcosegundo | 0,001 mas = 0,000001 arcosegundo   |                 | μas                                               | 4,8481368 prad     |

## Pársec
El pársec o parsec es una unidad astronómica de longitud, igual a la distancia de un cuerpo celeste desde el que se viera el semieje mayor de la órbita terrestre con un ángulo de un segundo de arco. Equivale a 3,26 años luz (símb. pc).
Un objeto visto a unas 206.265 veces su diámetro forma un segundo de arco. Un parsec es una medida de distancia que se define como la distancia a la que debería estar un objeto de una unidad astronómica de diámetro, para que al ser observado mostrara un paralaje de un arcosegundo.
El pársec o parsec (símbolo pc) es una unidad de longitud utilizada en astronomía. Su nombre se deriva del inglés parallax of one arc second (paralaje de un segundo de arco o arcosegundo).
En sentido estricto parsec se define como la distancia a la que una unidad astronómica (ua) subtiende un ángulo de un segundo de arco (1″). En otras palabras, una estrella dista un parsec si su paralaje es igual a 1 segundo de arco.
De la definición resulta que: 

1 parsec = 206.265 ua = 3,2616 años luz = 3,0857 × 1016 m